# Décès en mai 1950
Décès
- 1946
- 1947
- 1948
- 1949
- 1950
- 1951
- 1952
- 1953
- 1954

Pour une information complémentaire, voir la page d'aide.

| Date   | Nom                 | Pays                   | Activités                              | Âge | Source |
| ------ | ------------------- | ---------------------- | -------------------------------------- | --- | ------ |
| 4 mai  | William Rose Benét  | Drapeau des États-Unis | Poète et éditeur américain.            | 64  |        |
| 10 mai | John Gould Fletcher | Drapeau des États-Unis | Écrivain et poète américain.           | 64  |        |
| 18 mai | Janine Gaveau       | Drapeau de la France   | Golfeuse française.                    | 47  |        |
| 29 mai | Tinus van Beurden   |                        | Footballeur international néerlandais. | 57  |        |